# Daniel Stern (psychoanalityk)
Daniel N. Stern (ur. 16 sierpnia 1934 w Nowym Jorku, zm. 12 listopada 2012 w Genewie) – amerykański psychiatra i psychoanalityk, specjalizujący się w psychologii rozwojowej dziecka. Jest autorem wielu publikacji na temat rozwoju dziecka i relacji matka-dziecko.

## Ważniejsze publikacje
- Daniel Stern: The first relationship. Infant and mother. Cambridge: Harvard University Press, 2002. OCLC 748903467. Brak numerów stron w książce
- Daniel Stern, Alison Freeland: The birth of a mother: how the motherhood experience changes you forever. Basic Books, 1998. ISBN 0-465-01567-0. Brak numerów stron w książce
- Daniel Stern: The interpersonal world of the infant. A view from psychoanalysis and developmental psychology. Nowy Jork: Basic Books, 1985. ISBN 0-465-03403-9. OCLC 608571967. Brak numerów stron w książce